# Пітер Олдріч
Пітер Олдріч (англ. Pieter Aldrich; нар. 7 вересня 1965)) — колишній південноафриканський тенісист, дворазовий переможець турнірів Великого шолома в парному розряді, колишня перша ракетка ATP у парному розряді (23 липня 1990).
Здобув один одиночний та дев'ять парних титулів туру ATP.
Найвищу одиночну позицію світового рейтингу — 64 місце досяг 21 листопада 1988 року.

## Фінали турнірів Великого шолома

### Парний розряд (2–1)
| Результат | Рік  | Турнір                                 | Покриття | Партнер     | Суперники                    | Рахунок                      |
| --------- | ---- | -------------------------------------- | -------- | ----------- | ---------------------------- | ---------------------------- |
| Перемога  | 1990 | Відкритий чемпіонат Австралії з тенісу | Тверде   | Дані Віссер | Грант Коннелл Гленн Мічібата | 6–4, 4–6, 6–1, 6–4           |
| Поразка   | 1990 | Вімблдонський турнір                   | Трава    | Дані Віссер | Рік Ліч Джим П'ю             | 6–7(5–7), 6–7(4–7), 6–7(5–7) |
| Перемога  | 1990 | Відкритий чемпіонат США з тенісу       | Тверде   | Дані Віссер | Пол Еннекон Девід Вітон      | 6–2, 7–6(7–3), 6–2           |

## Фінали турнірів ATP за кар'єру

### Одиночний розряд: 1 (1 перемога)
| Легенда                         |
| ------------------------------- |
| Турніри Великого шлема (0–0)    |
| Фінали Світового туру ATP (0–0) |
| Серія ATP Мастерс 1000 (0–0)    |
| Серія ATP 500 (0–0)             |
| Серія ATP 250 (1–0)             |

| Фінали за покриттям |
| ------------------- |
| Тверде (0–0)        |
| Ґрунт (0–0)         |
| Трава (1–0)         |
| Килим (0–0)         |

| Фінали за типом корту |
| --------------------- |
| Відкритий корт (1–0)  |
| Закритий корт (0–0)   |

| Результат | В-П | Дата     | Турнір       | Рівень        | Покриття | Суперник       | Рахунок              |
| --------- | --- | -------- | ------------ | ------------- | -------- | -------------- | -------------------- |
| Перемога  | 1–0 | Лип 1990 | Ньюпорт, США | Світова серія | Трава    | Даррен Кейгілл | 7–6(12–10), 1–6, 6–1 |

### Парний розряд: 19 (9–10)
| Легенда                         |
| ------------------------------- |
| Турніри Великого шлема (2–1)    |
| Фінали Світового туру ATP (0–0) |
| Серія ATP Мастерс 1000 (0–1)    |
| Серія ATP 500 (1–0)             |
| Серія ATP 250 (6–8)             |

| Фінали за покриттям |
| ------------------- |
| Тверде (5–6)        |
| Ґрунт (2–2)         |
| Трава (0–2)         |
| Килим (2–0)         |

| Фінали за типом корту |
| --------------------- |
| Відкритий корт (6–9)  |
| Закритий корт (3–1)   |

| Результат | В-П  | Дата     | Турнір                                | Рівень           | Покриття | Партнер     | Суперники                       | Рахунок            |
| --------- | ---- | -------- | ------------------------------------- | ---------------- | -------- | ----------- | ------------------------------- | ------------------ |
| Перемога  | 1–0  | Тра 1988 | Чарлстон, США                         | Гран-прі         | Ґрунт    | Дані Віссер | Хорхе Лосано Тодд Вітскен       | 7–6, 6–3           |
| Поразка   | 1–1  | Тра 1988 | Форест-Гіллс, США                     | Гран-прі         | Ґрунт    | Дані Віссер | Хорхе Лосано Тодд Вітскен       | 3–6, 6–7           |
| Поразка   | 1–2  | Чер 1988 | Queen's, Велика Британія              | Гран-прі         | Трава    | Дані Віссер | Кен Флек Роберт Сегусо          | 2–6, 6–7           |
| Поразка   | 1–3  | Сер 1988 | Страттон Маунтін, США                 | Гран-прі         | Тверде   | Дані Віссер | Хорхе Лосано Тодд Вітскен       | 3–6, 6–7           |
| Поразка   | 1–4  | Січ 1989 | Сідней, Австралія                     | Гран-прі         | Тверде   | Дані Віссер | Даррен Кейгілл Веллі Месур      | 4–6, 3–6           |
| Поразка   | 1–5  | Сер 1989 | Страттон Маунтін, США                 | Гран-прі         | Тверде   | Дані Віссер | Марк Кратцманн Веллі Месур      | 3–6, 6–4, 6–7      |
| Перемога  | 2–5  | Сер 1989 | Індіанаполіс, США                     | Гран-прі         | Тверде   | Дані Віссер | Пітер Дуен Лорі Вордер          | 7–6, 7–6           |
| Поразка   | 2–6  | Сер 1989 | Мастерс Цинциннаті, США               | Гран-прі         | Тверде   | Дані Віссер | Кен Флек Роберт Сегусо          | 4–6, 4–6           |
| Перемога  | 3–6  | Жов 1989 | Сан-Франциско, США                    | Гран-прі         | Килим    | Дані Віссер | Пол Еннекон Хрісто ван Ренсбург | 6–4, 6–3           |
| Перемога  | 4–6  | Лис 1989 | Франкфурт-на-Майні, Німеччина         | Гран-прі         | Килим    | Дані Віссер | Кевін Каррен Ерік Єлен          | 7–6, 6–7, 6–3      |
| Поразка   | 4–7  | Січ 1990 | Сідней, Австралія                     | Світова серія    | Тверде   | Дані Віссер | Пет Кеш Марк Кратцманн          | 4–6, 5–7           |
| Перемога  | 5–7  | Січ 1990 | Мельбурн, Австралія                   | Великий Шлем     | Тверде   | Дані Віссер | Грант Коннелл Гленн Мічібата    | 6–4, 4–6, 6–1, 6–4 |
| Поразка   | 5–8  | Лип 1990 | Вімблдонський турнір, Велика Британія | Великий Шлем     | Трава    | Дані Віссер | Рік Ліч Джим П'ю                | 6–7, 6–7, 6–7      |
| Перемога  | 6–8  | Лип 1990 | Штутгарт, Німеччина                   | Серія Чемпіоншип | Ґрунт    | Дані Віссер | Пер Генрікссон Ніклас Утґрен    | 6–3, 6–4           |
| Перемога  | 7–8  | Вер 1990 | Відкритий чемпіонат США з тенісу, США | Великий Шлем     | Тверде   | Дані Віссер | Пол Еннекон Девід Вітон         | 6–2, 7–6, 6–2      |
| Перемога  | 8–8  | Жов 1990 | Берлін, Німеччина                     | Світова серія    | Килим    | Дані Віссер | Кевін Каррен Патрік Гелбрайт    | 7–6, 7–6           |
| Поразка   | 8–9  | Лют 1992 | Сан-Франциско, США                    | Світова серія    | Тверде   | Дані Віссер | Джим Грабб Річі Ренеберг        | 4–6, 5–7           |
| Перемога  | 9–9  | Кві 1992 | Йоганнесбург, ПАР                     | Світова серія    | Тверде   | Дані Віссер | Вейн Феррейра Піт Норвал        | 6–4, 6–4           |
| Поразка   | 9–10 | Кві 1992 | Ніцца, Франція                        | Світова серія    | Ґрунт    | Дані Віссер | Патрік Гелбрайт Скотт Мелвілл   | 1–6, 6–3, 4–6      |

## Фінали ATP Челленджер і ITF Ф'ючерс

### Одиночний розряд: 2 (1–1)
| Легенда              |
| -------------------- |
| ATP Челленджер (1–1) |
| ITF Ф'ючерс (0–0)    |

| Фінали за покриттям |
| ------------------- |
| Тверде (0–1)        |
| Ґрунт (0–0)         |
| Трава (1–0)         |
| Килим (0–0)         |

| Результат | В-П | Дата     | Турнір            | Рівень     | Покриття | Суперник            | Рахунок  |
| --------- | --- | -------- | ----------------- | ---------- | -------- | ------------------- | -------- |
| Поразка   | 0–1 | Кві 1989 | Кейптаун, ПАР     | Челленджер | Тверде   | Хрісто ван Ренсбург | 3–6, 1–6 |
| Перемога  | 1–1 | Лип 1989 | Йоганнесбург, ПАР | Челленджер | Трава    | Вейн Феррейра       | 6–3, 6–3 |

### Парний розряд: 2 (2–0)
| Легенда              |
| -------------------- |
| ATP Челленджер (2–0) |
| ITF Ф'ючерс (0–0)    |

| Фінали за покриттям |
| ------------------- |
| Тверде (1–0)        |
| Ґрунт (0–0)         |
| Трава (1–0)         |
| Килим (0–0)         |

| Результат | В-П | Дата     | Турнір            | Рівень     | Покриття | Партнер     | Суперники                    | Рахунок       |
| --------- | --- | -------- | ----------------- | ---------- | -------- | ----------- | ---------------------------- | ------------- |
| Перемога  | 1–0 | Лип 1989 | Йоганнесбург, ПАР | Челленджер | Трава    | Дані Віссер | Девід Адамс Деан Бота        | 7–6, 6–4      |
| Перемога  | 2–0 | Бер 1992 | Індіан-Веллс, США | Челленджер | Тверде   | Дані Віссер | Майк Бріггс Тревор Кронеманн | 7–6, 2–6, 7–5 |

## Досягнення
| W | Ф | ПФ | ЧФ | #Р | КТ | К# | DNQ | A | NH |

### Одиночний розряд
| Турніри Великого шлему                 |     |     |     |     |     |     |       |     |     |
| Відкритий чемпіонат Австралії з тенісу |     | 1р  | 1р  |     | К3р | К1р | 0 / 2 | 0–2 | 0%  |
| Відкритий чемпіонат Франції з тенісу   |     |     |     |     |     |     | 0 / 0 | 0–0 | –   |
| Вімблдонський турнір                   | К2р | 2р  | 2р  | К2р |     |     | 0 / 2 | 2–2 | 50% |
| Відкритий чемпіонат США з тенісу       |     | 3р  | 3р  |     |     |     | 0 / 2 | 4–2 | 67% |
| В-П                                    | 0–0 | 3–3 | 3–3 | 0–0 | 0–0 | 0–0 | 0 / 6 | 6–6 | 50% |
| Тур ATP Мастерс 1000                   |     |     |     |     |     |     |       |     |     |
| Індіан-Веллс                           |     | 1р  |     |     |     |     | 0 / 1 | 0–1 | 0%  |
| Відкритий чемпіонат Маямі з тенісу     |     | 2р  | 2р  | 1р  |     |     | 0 / 3 | 2–3 | 40% |
| Мастерс Цинциннаті                     |     | 2р  | 2р  |     |     |     | 0 / 2 | 2–2 | 50% |
| В-П                                    | 0–0 | 2–3 | 2–2 | 0–1 | 0–0 | 0–0 | 0 / 6 | 4–6 | 40% |

### Парний розряд
| Турніри Великого шлему                 |     |     |      |      |                   |                   |                   |                   |                   |        |       |     |
| Відкритий чемпіонат Австралії з тенісу |     |     | 3р   | П    | 1р                | 3р                |                   |                   |                   | 1 / 4  | 10–3  | 77% |
| Відкритий чемпіонат Франції з тенісу   |     | 1р  |      | ЧФ   |                   | 2р                |                   |                   |                   | 0 / 3  | 4–3   | 57% |
| Вімблдонський турнір                   | 3р  | ЧФ  | ЧФ   | Ф    |                   | 1р                |                   |                   |                   | 0 / 5  | 13–5  | 72% |
| Відкритий чемпіонат США з тенісу       | 1р  | 1р  | 2р   | П    |                   |                   |                   |                   |                   | 1 / 4  | 7–3   | 70% |
| В-П                                    | 2–2 | 3–3 | 6–3  | 20–2 | 0–1               | 3–3               | 0–0               | 0–0               | 0–0               | 2 / 16 | 34–14 | 71% |
| Чемпіонат завершення сезону            |     |     |      |      |                   |                   |                   |                   |                   |        |       |     |
| Фінал ATP                              | DNQ | DNQ | DNQ  | RR   | Не кваліфікувався | Не кваліфікувався | Не кваліфікувався | Не кваліфікувався | Не кваліфікувався | 0 / 1  | 1–2   | 33% |
| Тур ATP Мастерс 1000                   |     |     |      |      |                   |                   |                   |                   |                   |        |       |     |
| Індіан-Веллс                           |     |     | ПФ   | 2р   | 1р                | 1р                |                   |                   | К1р               | 0 / 4  | 3–4   | 43% |
| Відкритий чемпіонат Маямі з тенісу     |     | 2р  | ПФ   | 2р   | ЧФ                | 2р                |                   |                   |                   | 0 / 5  | 8–5   | 62% |
| Монте-Карло                            |     |     |      |      | 2р                | 2р                |                   |                   |                   | 0 / 2  | 1–2   | 33% |
| Гамбург                                |     |     | ПФ   |      |                   | 2р                |                   |                   |                   | 0 / 2  | 3–2   | 60% |
| Рим                                    |     |     | 1р   |      |                   |                   |                   |                   |                   | 0 / 1  | 0–1   | 0%  |
| Мастерс Цинциннаті                     |     | 1р  | Ф    | ЧФ   |                   |                   |                   |                   |                   | 0 / 3  | 5–3   | 63% |
| Париж                                  |     | ЧФ  | ПФ   | 2р   |                   |                   |                   |                   |                   | 0 / 3  | 3–3   | 50% |
| В-П                                    | 0–0 | 2–3 | 15–6 | 1–4  | 2–3               | 3–4               | 0–0               | 0–0               | 0–0               | 0 / 20 | 23–20 | 53% |

### Мікст
| Турніри Великого шлему                 |     |     |     |     |     |       |      |     |
| Відкритий чемпіонат Австралії з тенісу |     |     |     |     | 1р  | 0 / 1 | 0–1  | 0%  |
| Відкритий чемпіонат Франції з тенісу   |     |     | 3р  |     | 2р  | 0 / 2 | 3–2  | 60% |
| Вімблдонський турнір                   | 2р  | 1р  | ЧФ  |     | 1р  | 0 / 4 | 4–4  | 50% |
| Відкритий чемпіонат США з тенісу       |     | ПФ  | ЧФ  |     |     | 0 / 2 | 5–2  | 71% |
| В-П                                    | 1–1 | 3–2 | 7–3 | 0–0 | 1–3 | 0 / 9 | 12–9 | 57% |